# Multisource File Transfer Protocol
MFTP (Multisource File Transfer Protocol) — сетевой протокол передачи файлов. В MFTP один и тот же файл запрашивается одновременно у нескольких источников, позволяя добиться более эффективного использования пропускной способности канала и снизить последствия пропадания источников. Одной из ключевых особенностей MFTP является идентификация файлов не по имени, а по содержимому, путём подсчитывания набора контрольных сумм на основе MD4. Таким образом достигается надёжная идентификация файла вне зависимости от его имени и одновременно эти же суммы используются для контроля за целостностью получаемых данных.